# 日向氏
日向氏（ひなたうじ）は、甲斐国巨摩郡村山郷（山梨県北杜市）を本拠とした在地勢力。戦国時代には国人領主で、甲斐武田氏の家臣団に加わる。

## 日向氏の出自
日向氏に関する初見史料は『遊行二十四祖御修行記』で、永正17年（1520年）8月29日に、日向図書助が兄弟とともに、時宗の24代遊行上人の不外を信濃国まで迎えたといわれ、不外は8月15日時点で信濃伴野荘野沢（長野県佐久市）にいることから、日向図書助は同地まで迎えたと考えられている。伴野から甲斐国へ至る佐久往還は永仁3年（1295年）に2代真教が、文和3年（1354年）には8代渡船が利用しており、日向図書助もこの道筋を利用していたと考えられている。
幕臣日向氏の系譜史料によれば、上杉氏に仕えていた信濃佐久郡の新津氏の子孫が姻戚関係にあったと想定される甲斐の日向氏を頼り、日向姓に改姓したという。
日向図書助との関係は不明だが、戦国期には武田家中において大和守を称する日向一族が確認されている。『甲斐国志』巻九六によれば、信虎期から信玄期、勝頼期の武田氏滅亡まで活動が確認される「日向大和守」の存在を記載しているが、現在では『甲斐国志』において同一人物とされている信虎期の大和守是吉と信玄・勝頼期の大和守虎頭を別人に比定する見解が一般的となっている。

## 日向是吉・虎頭の活動
戦国時代には、大永8年/享記元年（1528年）の比志神社（山梨県北杜市須玉町比志）の本殿再興の棟札において、大檀那（おおだんな）として日向是吉のほか母牛御・妻・子息虎忠・被官らの名が記載されている。日向是吉に関しては同棟札が唯一の史料であるが、是吉と日向図書助は活動時期が近接し、さらに両者は双方とも惣領的立場にあると想定されていることから、是吉と日向図書助は親子関係であった可能性が考えられている。
晴信期には信濃侵攻を本格化させる。『甲陽軍鑑』では是吉に比定される日向大和を侍大将の一人に数え、天文7年（1538年）から日向大和に関する合戦記事を記しているが、これらの諸合戦の存在や年紀には問題が多いことが指摘されている。武田氏は天文19年（1550年）7月に深志城を陥落させているが、『甲陽軍鑑』では日向大和は馬場信春とともに城代に任じられたとしている。天文19年10月、武田氏は小県郡において村上義清に敗退しているが（砥石崩れ、）、『甲陽軍鑑』では砥石崩れを境に同じ大和守を称した日向虎頭に既述が変わっていることから、是吉は同合戦において死去していたとする説がある。
信玄は天文20年（1551年）において同郡松原上下大明神（松原諏訪神社、南佐久郡小海町）に伊那郡征圧を祈念する先勝祈願の願文を奉納しているが、これに大和守虎頭の名が見られ、日向是吉に関する記録は比志神社棟札が唯一のものであるため天文20年以降の「日向大和守」は虎頭を指していると考えられている。
虎頭の深志城代継承は不明だが、弘治3年（1557年）4月には長坂筑後守（虎房）とともに第三次川中島の戦いに際して北信地域の探索を命じられており、松本方面での活動が確認されることから深志城代の立場も継承していたと考えられている。
永禄8年（1565年）12月には、武田勢に西上野侵攻における拠点である上野国岩櫃城（群馬県吾妻郡吾妻町）に派遣され、長野氏支援のため出兵していた越後国の上杉謙信への備えとして真田幸綱（幸隆）と上杉勢侵攻に対しての協力を命じられているが、この時点では「大和入道」と称されており出家が確認されている。また、高野山成慶院『武田家日坏帳』によれば永禄7年3月21日の倉賀野（群馬県高崎市）の戦いにおいて虎頭の子昌成が戦死している。
武田氏は永禄11年に駿河侵攻を行い、駿河国の今川領国を征圧するが、駿河支配が成立した元亀3年（1572年）2月には虎頭は駿河富士浅間神社の社人・富士参詣道者への安堵状（あんどじょう）を発給しており、在地支配にも携わっていたことが確認される。また、『甲斐国志』巻九八では同社の神馬奉納記には虎頭の法名である「玄徳斎宗栄」の名が記されていたとしている。
虎頭は信濃国大島城（長野県下伊那郡松川町）の在番となっており、天正2年（1574年）には大島の地に近い下伊那の臨済宗寺院安養寺（下伊那郡喬木村）の毘沙門堂葺替に際して檀那となっている。
大島城は織田信忠による攻勢を受けて落城し、虎頭ら日向一族の消息は不明。『甲斐国志』では大島城を守備していた「日向大和入道」を是吉に比定しているが、虎頭にあたることが指摘される。天正10年（1582年）3月の武田氏滅亡後に、「天正壬午の乱」を経て甲斐・信濃を領有した徳川家康による武田遺臣への知行安堵では、日向氏の旧領は津金衆に与えられており、日向氏は滅亡したと考えられている。

### その他の子孫
ただし、山梨県甲府市の竹日向町には、一族が帰農したとの伝承が残る。また、会津藩や尾張藩には日向姓の藩士がおり、いずれも甲斐日向氏を出自としている。ただしこれらには信憑性も残る。上記されるように日向氏はほぼ滅びている状態であり、武田旧臣の著名な人物中でも、端的に言えば名乗り出自を偽証しやすい状態であったからである。

一方で、武田氏滅亡以降に徳川氏の家臣となった日向政成がいる。天正壬午の乱以降に徳川家康から甲斐国南竹居・駿河国厚原の本領を安堵されている。政成の父の日向宗立（日向玄東斎。-1608年）は本来は越後の人であり、新津右京亮の子であったとされるが、日向是吉の妹婿となって日向姓を名乗ったと伝わる。玄東斎は信玄時代に伊那大島城の守備を勤めたり、越前国朝倉氏や比叡山、安房国の里見氏への重要時の使節として名が残る。
政成は徳川氏の各合戦に参加し功を挙げ、直参旗本から駿府藩主徳川忠長附属とされたが、忠長の改易処断により連座し預け処分とされた。しかし数年後に赦免され、再度直参旗本3千石余として取り立てられた。子孫は幕府旗本として続いている。